# Gramofonowa głowica

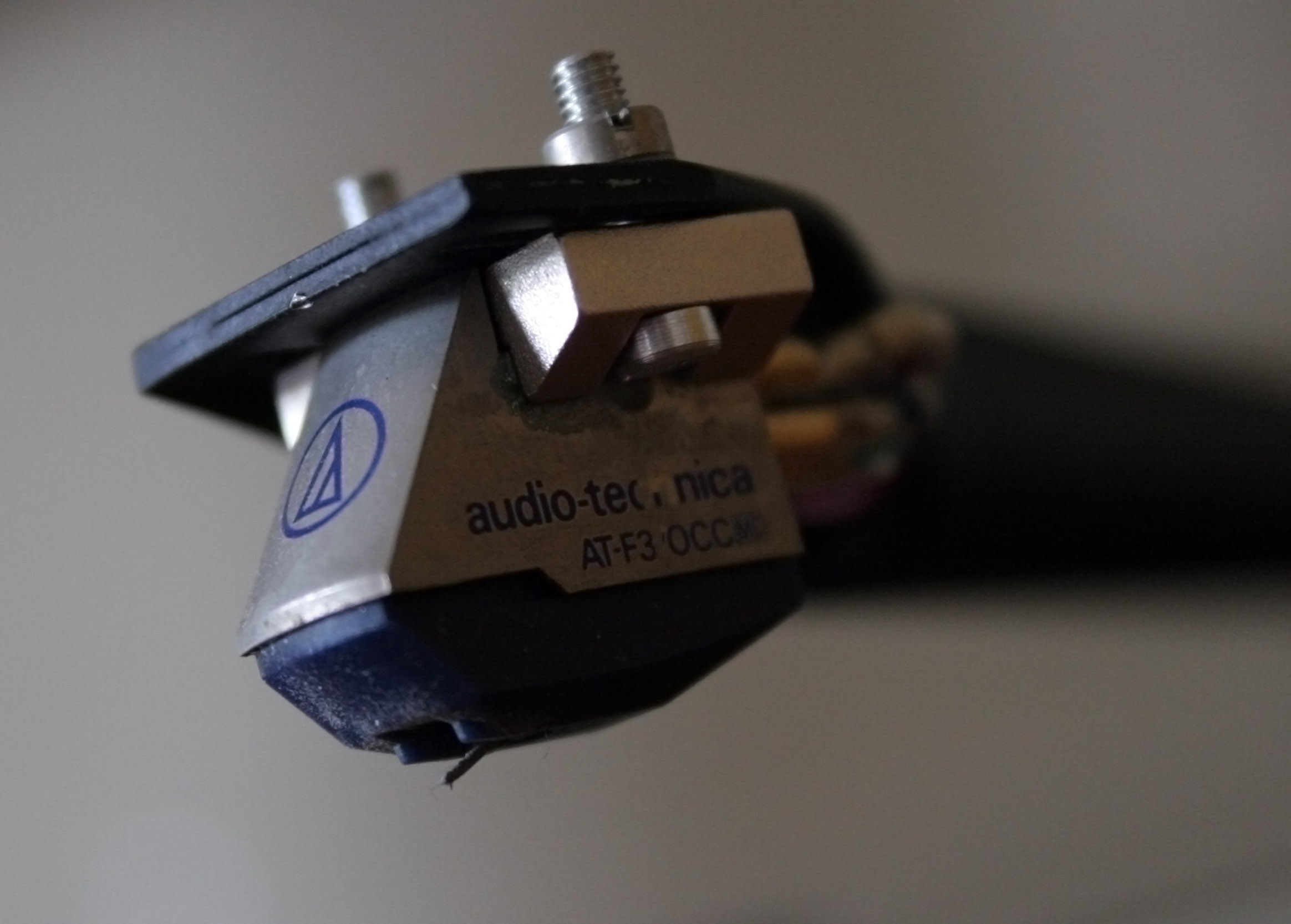
Wkładka gramofonowa Audio Technica AT-F3 z ruchomą cewką

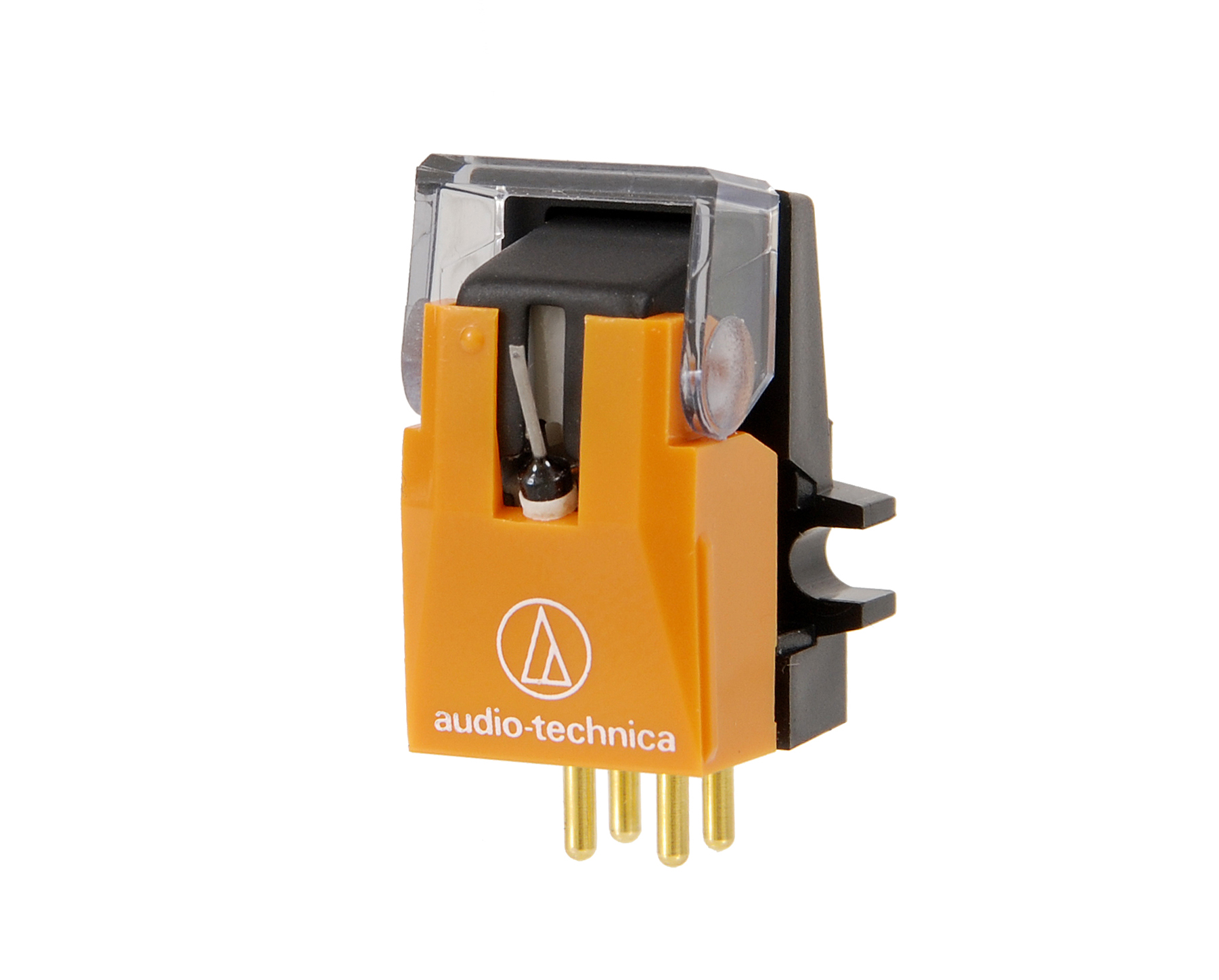
Wkładka gramofonowa typu MM, średniej klasy z wymienną igłą

Gramofonowa głowica, wkładka gramofonowa, adapter – dawniej głowica gramofonowa mechaniczno-akustyczna składała się z igły czytającej bambusowej lub metalowej wymienialnej, membrany, obudowy połączonej z ramieniem osadzonym obrotowo i wahliwie. Drgania igły w rowku dźwiękowym płyty gramofonowej przenoszone są na membranę, gdzie wytwarzana jest fala dźwiękowa wzmacniana następnie przez rurę i tubę lub pudło rezonansowe. Obecnie wykorzystuje się głowice gramofonowe mechaniczno-elektryczne, które składają się z igły czytającej korundowej, szafirowej lub diamentowej zamontowanej w przetworniku mechaniczno-elektrycznym umieszczonym na końcu ramienia, który przetwarza drgania mechaniczne igły w zmienny prąd elektryczny. Dalej połączony jest przewodem elektrycznym ze wzmacniaczem małej częstotliwości po czym sygnał biegnie do głośnika. Wśród konstrukcji rozróżniamy wkładki: piezoelektryczne (ceramiczne), elektromagnetyczne (magnetyczne — Moving Magnet), magnetoelektryczne (dynamiczne — Moving Coil), optyczno-laserowe.